# L'atelier dei miracoli
L'atelier dei miracoli (L'Atelier des miracles in francese) è un romanzo pubblicato nel 2013 dalla scrittrice e sceneggiatrice francese Valérie Tong Cuong.

## Trama
La trama tocca tre personaggi, Millie, il signor Milke e Mauriette. A questi sembra che nulla vada come dovrebbe anche se mantengono inalterato il desiderio di felicità. Si sentono abbandonati anche se conservano la speranza e così, casualmente, incontrano una quarta persona, Jean. Questi gestisce l'atelier dei miracoli, che da il titolo al libro. L'atelier è un'orologeria ma è anche altro e il proprietario sembra aiutarli mentre al contempo li manipola.

## Edizione originale
- (FR) Valérie Tong Cuong, L'atelier des miracles roman, Paris, J.-C. Lattès, Paris, 2013, OCLC 835974525.

## Edizione italiana
- Valérie Tong Cuong, L'atelier dei miracoli : romanzo, traduzione di Riccardo Fedriga, Milano, Salani, 2014, ISBN 9788867154821, OCLC 898712782.

## Edizioni in altre lingue
- (DE) Valérie Tong Cuong, Das Atelier der Wunder Roman, traduzione di Doris Heinemann, München, Piper ebooks, 2015, OCLC 909057431.
- (SV) Valérie Tong Cuong, Mirakelverkstaden : roman, traduzione di Sofia Strängberg, Stockholm, Sekwa, 2015, OCLC 941295377.
- (ES) Valérie Tong Cuong, El taller de las ilusiones, traduzione di Noemí Sobregués, Barcelona, Debolsillo, 2016, OCLC 1126517796.

## Riconoscimenti
L'Atelier dei miracoli, tradotto in 16 Paesi, ha vinto:
- Le Prix de l'Optimisme 2013.[6]
- Le prix Nice Baie des Anges 2013.[7]